# 이영주 (바둑 기사)
이영주(李映周, 1990년 4월 8일 ~ )는 대한민국의 바둑 기사이다.

## 약력
광주 출신으로 이세돌 바둑도장에서 바둑 공부를 했다. 2010년 제35기 농심새우깡배 아마여류국수전과 제21회 세계아마추어페어바둑대회에서 우승을 차지했고, 2010년 11월에 입단했다. 2014년 제20기 여류국수전 본선 8강에 진출했고, 2015년 제20기 여류국수전 본선 4강에 올랐다. 그리고 2015여자바둑리그에 인제 하늘내린팀으로 출전하여 우승했다. 2016년 8월, 제21회 여류국수전 진출과 함께 2단으로 승단했다. 2017년 엠디엠 한국여자바둑리그와 제1회 한국제지 여자기성전, 제22기 여류국수전 본선에 진출했다. 2018년 3단을 거쳐 2022년에 4단으로 승단했다.